# Nati il 17 settembre

## IX secolo(1)
- 879 - Carlo III di Francia, sovrano († 929)

## XII secolo(1)
- 1192 - Minamoto no Sanetomo, militare giapponese († 1219)

## XV secolo(4)
- 1433 - Giacomo di Coimbra, cardinale e arcivescovo cattolico portoghese († 1459)
- 1440 - Francesco Berlinghieri, geografo e umanista italiano († 1500)
- 1479 - Celio Calcagnini, umanista, diplomatico e astronomo italiano († 1541)
- 1500 - Sebastiano Antonio Pighini, cardinale e arcivescovo cattolico italiano († 1553)

## XVI secolo(10)
- 1544 - Virginia della Rovere, italiana († 1571)
- 1552 - Papa Paolo V, papa, vescovo cattolico e cardinale italiano († 1621)
- 1565 - Edoardo Fortunato di Baden-Baden, nobile tedesco († 1600)
- 1572 - Giuliano Cesarini, nobile italiano († 1613)
- 1579 - Charles Howard, II conte di Nottingham, nobile inglese († 1642)
- 1580 - Carlotta Brabantina di Nassau, principessa († 1631)
- 1584 - John Finch, politico inglese († 1660)
- 1589 - Christopher Wren, presbitero inglese († 1659)
- 1590 - Agostinho Barbosa, teologo, giurista e vescovo cattolico portoghese († 1649)
- 1592 - Giovanni Battista Rinuccini, arcivescovo cattolico e diplomatico italiano († 1653)

## XVII secolo(13)
- 1611 - Johannes Olearius, teologo tedesco († 1684)
- 1615 - Samuel Sorbière, traduttore e filosofo francese († 1670)
- 1617 - Pietro Basadonna, cardinale italiano († 1684)
- 1630 - Ranuccio II Farnese, duca († 1694)
- 1643 - Francis Howard, V barone Howard di Effingham, nobile inglese († 1694)
- 1650 - Bartholome Sturzenegger, politico svizzero
- 1657 - Sof'ja Alekseevna Romanova, nobile russa († 1704)
- 1669 - Pierre Dulin, pittore francese († 1748)
- 1674 - Ernesto Augusto II di Hannover, nobile tedesco († 1728)
- 1676 - Louis Juchereau de Saint-Denis, esploratore francese († 1744)
- 1677 - Stephen Hales, botanico, chimico e teologo inglese († 1761)
- 1685 - Lelio Dalla Volpe, tipografo italiano († 1749)
- 1685 - Carlo Augusto di Nassau-Weilburg, militare tedesco († 1753)

## XVIII secolo(48)
- 1711 - Ignaz Holzbauer, compositore austriaco († 1783)
- 1714 - Gottlieb Wilhelm Rabener, scrittore e poeta tedesco († 1771)
- 1714 - Gennaro Antonio de Simone, cardinale e vescovo cattolico italiano († 1780)
- 1717 - Guglielmo Enrico di Nassau-Zuylestein, IV conte di Rochford, diplomatico inglese († 1781)
- 1719 - James Smith, avvocato e politico statunitense († 1806)
- 1730 - Friedrich Wilhelm von Steuben, generale prussiano († 1794)
- 1731 - Alessandro IV Sanvitale, nobile italiano († 1804)
- 1732 - Karl Samuel Andersch, medico e anatomista tedesco († 1777)
- 1734 - Jean-Baptiste Le Prince, pittore e incisore francese († 1781)
- 1736 - Karl Ivanovič Mufel', generale e nobile tedesco († 1788)
- 1739 - Giovanni Francesco Fromond, fisico italiano († 1785)
- 1739 - John Rutledge, politico statunitense († 1800)
- 1740 - John Hamilton Mortimer, pittore inglese († 1779)
- 1743 - Nicolas de Condorcet, matematico, economista e filosofo francese († 1794)
- 1744 - Albemarle Bertie, IX conte di Lindsey, nobile e militare britannico († 1818)
- 1749 - Juan Agustín Ceán Bermúdez, storico dell'arte e pittore spagnolo († 1829)
- 1753 - Georg Christian Knapp, teologo tedesco († 1825)
- 1755 - William Cathcart, I conte Cathcart, generale e diplomatico britannico († 1843)
- 1755 - Pierre-Antoine-Augustin de Piis, drammaturgo francese († 1832)
- 1757 - Pedro Domingo Murillo, politico peruviano († 1810)
- 1760 - Heinrich Joseph Schütz, incisore e disegnatore tedesco († 1822)
- 1761 - Anthony Ashley-Cooper, V conte di Shaftesbury, nobile britannico († 1811)
- 1761 - Alexandre Gonsse de Rougeville, militare francese († 1814)
- 1761 - Jean-Baptiste Bernard de Vaublanc, militare francese († 1812)
- 1763 - Francisco das Chagas Santos, militare e politico brasiliano († 1840)
- 1764 - Carlo Emanuele Alfieri di Sostegno, militare e diplomatico italiano († 1844)
- 1764 - John Goodricke, astronomo inglese († 1786)
- 1764 - Berek Joselewicz, militare polacco († 1809)
- 1767 - Henri-Montan Berton, compositore e scrittore francese († 1844)
- 1773 - George Howard, VI conte di Carlisle, nobile e politico britannico († 1848)
- 1776 - Luigi Mazzucchelli, generale italiano († 1868)
- 1777 - Johann Heinrich Kopp, mineralogista e medico tedesco († 1858)
- 1777 - Federico Magnus II di Solms-Wildenfels, nobile e militare tedesco († 1857)
- 1783 - Nadežda Andreevna Durova, ufficiale russa († 1866)
- 1785 - Francisco José Vicente Garcia Diego y Moreno, vescovo cattolico messicano († 1846)
- 1787 - Teresa Casati, nobildonna italiana († 1830)
- 1787 - George Seymour, ammiraglio britannico († 1870)
- 1788 - Karl von Abel, politico tedesco († 1859)
- 1788 - Karl von der Gröben, generale prussiano († 1876)
- 1790 - Leopold von Gerlach, generale prussiano († 1861)
- 1792 - Felice Merlo, politico italiano († 1849)
- 1795 - Saverio Mercadante, compositore italiano († 1870)
- 1797 - Heinrich Kuhl, zoologo tedesco († 1821)
- 1798 - Antonio Benedetto Antonucci, cardinale e arcivescovo cattolico italiano († 1879)
- 1798 - Luigi Castellucci, architetto e ingegnere italiano († 1877)
- 1798 - Luigi Fornaciari, letterato e magistrato italiano († 1858)
- 1799 - Maria di Württemberg, principessa tedesca († 1860)
- 1800 - John Bentinck, V duca di Portland, nobile e politico inglese († 1879)

## XIX secolo(180)
- 1801 - Edward William Lane, orientalista, arabista e traduttore britannico († 1876)
- 1803 - Constantin Wilhelm Lambert Gloger, zoologo e ornitologo tedesco († 1863)
- 1804 - Enrico Cerale, generale italiano († 1873)
- 1804 - Maximilian Perty, naturalista, entomologo e aracnologo tedesco († 1884)
- 1804 - Prudens van Duyse, scrittore belga († 1859)
- 1806 - Guillaume Benjamin-Amand Duchenne, neurologo francese († 1875)
- 1809 - Raphael Semmes, ammiraglio statunitense († 1877)
- 1810 - Matteo Muratori, politico italiano († 1893)
- 1810 - Alphonso Wood, botanico statunitense († 1881)
- 1811 - Domenico Guadalupi, arcivescovo cattolico italiano († 1878)
- 1811 - Charles de Morny, nobile, politico e imprenditore francese († 1865)
- 1813 - Giovanni Battista Culiolo, patriota italiano († 1871)
- 1813 - John Jabez Edwin Mayall, fotografo e politico britannico († 1901)
- 1814 - Ferenc Pulszky, letterato e patriota ungherese († 1897)
- 1815 - Arthur Saint-Léon, ballerino e coreografo francese († 1870)
- 1816 - Vittorio Emanuele Taparelli d'Azeglio, diplomatico e politico italiano († 1890)
- 1817 - Anselmo Fauli, vescovo cattolico italiano († 1876)
- 1818 - Nicola De Martino, vescovo cattolico italiano († 1881)
- 1819 - Thomas Hendricks, politico statunitense († 1885)
- 1819 - Felice Manfredi, politico italiano († 1895)
- 1820 - Émile Augier, poeta, drammaturgo e scrittore francese († 1889)
- 1820 - Tomás Mejía, militare messicano († 1867)
- 1820 - Earl Van Dorn, generale statunitense († 1863)
- 1821 - Leone Escudier, giornalista e musicologo francese († 1881)
- 1823 - Cirillo Emiliano Monzani, storico e politico italiano († 1889)
- 1823 - Henry H. Wells, politico e avvocato statunitense († 1890)
- 1824 - Lorenzo Eula, magistrato e politico italiano († 1893)
- 1825 - Theodor Ackermann, patologo tedesco († 1896)
- 1825 - Lucius Quintus Cincinnatus Lamar II, politico, diplomatico e giurista statunitense († 1893)
- 1826 - Bernhard Riemann, matematico e fisico tedesco († 1866)
- 1829 - Giuseppe Giani, pittore italiano († 1885)
- 1829 - Karl Hillebrand, storico e saggista tedesco († 1884)
- 1829 - Franciszek Tepa, pittore polacco († 1889)
- 1830 - Wilhelmine Bonzel, religiosa tedesca († 1905)
- 1832 - Wendelin Boeheim, militare e storico austriaco († 1900)
- 1832 - Sergej Petrovič Botkin, medico russo († 1889)
- 1832 - Ottokar Lorenz, genealogista e storico tedesco († 1904)
- 1832 - Raffaele Pontremoli, pittore, incisore e militare italiano († 1906)
- 1832 - Karl Stoerk, medico austro-ungarico († 1899)
- 1832 - Miroslav Tyrš, patriota e storico dell'arte ceco († 1884)
- 1839 - Charles Joseph Beauverie, pittore, incisore e illustratore francese († 1923)
- 1839 - Ida del Liechtenstein, principessa austriaca († 1921)
- 1841 - Konstantin von Trauttenberg, diplomatico e nobile austriaco († 1914)
- 1844 - Guido Sylva, patriota e scrittore italiano († 1928)
- 1845 - Antigono Raggi, psichiatra italiano († 1909)
- 1846 - Seth Carlo Chandler, astronomo statunitense († 1913)
- 1848 - Ernest Guilbert, scultore francese († 1913)
- 1849 - Luigi Fumi, archivista, storico e nobile italiano († 1934)
- 1849 - Vincenzo Loria, pittore italiano († 1939)
- 1850 - Franziskus von Bettinger, cardinale e arcivescovo cattolico tedesco († 1917)
- 1850 - Guerra Junqueiro, scrittore, giornalista e politico portoghese († 1923)
- 1851 - Thomas Hughes, insegnante, crickettista e calciatore inglese († 1940)
- 1852 - Vincenzo Gorga, presbitero e missionario italiano († 1880)
- 1853 - Henry C. De Mille, commediografo statunitense († 1893)
- 1854 - David Dunbar Buick, imprenditore scozzese († 1929)
- 1854 - Heinrich Pesch, economista e sociologo tedesco († 1926)
- 1855 - Giuseppe Frua, imprenditore italiano († 1937)
- 1856 - Giacomo Gambera, religioso e missionario italiano († 1934)
- 1856 - Moses Gaster, linguista e rabbino rumeno († 1939)
- 1856 - Luciano Nezzo, pittore italiano († 1903)
- 1857 - Konstantin Ėduardovič Ciolkovskij, ingegnere e scienziato russo († 1935)
- 1857 - Lillian Watson, tennista britannica († 1918)
- 1858 - Giovanni Battista Antonelli, ingegnere e economista italiano († 1944)
- 1858 - Giovanni Raineri, politico italiano († 1944)
- 1858 - Robert Vonnoh, pittore statunitense († 1933)
- 1859 - Giuseppe de Felice Giuffrida, politico italiano († 1920)
- 1861 - Carlo Dalmazio Minoretti, cardinale e arcivescovo cattolico italiano († 1938)
- 1862 - Jean de Madre, giocatore di polo francese († 1934)
- 1863 - Norman Bingley, velista britannico († 1940)
- 1863 - Niwa Kawamoto, supercentenaria giapponese († 1976)
- 1863 - Francesco Rossi, avvocato e politico italiano († 1948)
- 1863 - Viggo Stuckenberg, poeta danese († 1905)
- 1864 - Anagarika Dharmapala, scrittore cingalese († 1933)
- 1864 - Andrew Hannah, calciatore scozzese († 1940)
- 1864 - Mychajlo Mychajlovyč Kocjubyns'kyj, scrittore e attivista ucraino († 1913)
- 1864 - Vittorio Mazzoni, medico italiano († 1897)
- 1866 - Mary Burnett Talbert, oratrice e attivista statunitense († 1923)
- 1867 - Vera Evstaf'evna Popova, chimica russa († 1896)
- 1868 - Carl Brockelmann, orientalista e arabista tedesco († 1956)
- 1869 - Georges Lakhovsky, ingegnere, inventore e pseudoscienziato russo († 1942)
- 1869 - Christian Lous Lange, politico norvegese († 1938)
- 1869 - Karl Wolfskehl, poeta e letterato tedesco († 1948)
- 1871 - Luca Ermenegildo Pasetto, patriarca cattolico italiano († 1954)
- 1871 - Nestore Pelicelli, religioso, scrittore e fotografo italiano († 1937)
- 1871 - Eleonora di Solms-Hohensolms-Lich, principessa tedesca († 1937)
- 1873 - Ibrahim di Johor, sovrano malese († 1959)
- 1873 - Cécile Sorel, attrice francese († 1966)
- 1874 - Bernard Forbes, VIII conte di Granard, politico e ufficiale irlandese († 1948)
- 1874 - Camillo Isnardi, tiratore a segno italiano († 1949)
- 1874 - Vera Sluckaja, rivoluzionaria russa († 1917)
- 1874 - Emily Vanderbilt Sloane, scrittrice e filantropa statunitense († 1970)
- 1875 - Charles Cobb, matematico e economista statunitense († 1949)
- 1875 - Herbert Jamison, velocista statunitense († 1938)
- 1875 - E.A. Martin, regista e sceneggiatore statunitense († 1926)
- 1875 - Luigi Miliani, scacchista e ingegnere italiano († 1944)
- 1876 - Francesco Salata, politico e storico italiano († 1944)
- 1877 - Inglis Moore Uppercu, imprenditore statunitense († 1944)
- 1878 - Robert Broadwell, regista statunitense († 1947)
- 1878 - Ersilio Michel, storico italiano († 1955)
- 1878 - Vincenzo Tommasini, compositore italiano († 1950)
- 1878 - Antoine Védrenne, canottiere francese († 1937)
- 1879 - Rube Foster, giocatore di baseball e allenatore di baseball statunitense († 1930)
- 1879 - Clara Porges, pittrice tedesca († 1963)
- 1879 - Oskar Eberhard Ulbrich, botanico tedesco († 1952)
- 1880 - Sverre Grøner, ginnasta norvegese († 1972)
- 1880 - Désiré-Emile Inghelbrecht, compositore e direttore d'orchestra francese († 1965)
- 1880 - Otto Mader, ingegnere aeronautico tedesco († 1944)
- 1880 - Jack McDonald, attore statunitense († 1941)
- 1880 - Max Leopold Wagner, etnologo, linguista e filologo tedesco († 1962)
- 1881 - Maurice Achener, pittore e incisore francese († 1963)
- 1881 - George Bacovia, poeta romeno († 1957)
- 1881 - Raffaele Chiarolanza, politico italiano († 1969)
- 1881 - Eugène Olivier, schermidore francese († 1964)
- 1881 - Eugenio Zolli, rabbino italiano († 1956)
- 1882 - Piero Belli, giornalista e scrittore italiano († 1957)
- 1883 - Gennaro Hayasaka, vescovo cattolico giapponese († 1959)
- 1883 - Hans-Erdmann von Lindeiner-Wildau, politico tedesco († 1947)
- 1883 - John Lindroth, ginnasta finlandese († 1960)
- 1883 - Bertil Tallberg, velista finlandese († 1963)
- 1883 - William Carlos Williams, poeta, scrittore e medico statunitense († 1963)
- 1884 - Charles Griffes, compositore statunitense († 1920)
- 1884 - Mario Labò, architetto e storico dell'architettura italiano († 1961)
- 1884 - Franz Wilczek, calciatore austriaco († 1943)
- 1885 - George Cleveland, attore canadese († 1957)
- 1885 - Josef Escher, avvocato e politico svizzero († 1954)
- 1885 - Aleksandr Konovalov, politico e imprenditore russo († 1949)
- 1886 - Frank Griffin, regista, sceneggiatore e attore statunitense († 1963)
- 1886 - Huberht Hudson, esploratore, marinaio e militare britannico († 1942)
- 1886 - Billy Papke, pugile statunitense († 1936)
- 1886 - William Parker, sceneggiatore e regista cinematografico statunitense († 1941)
- 1886 - Richard Smith, regista, sceneggiatore e attore cinematografico statunitense († 1937)
- 1887 - Robert Cimera, calciatore austriaco
- 1888 - Tito Cesare Canovai, politico e prefetto italiano († 1972)
- 1888 - Eric-Heinrich Clößner, generale tedesco († 1976)
- 1888 - Gianfranco Giachetti, attore italiano († 1936)
- 1888 - Bruno Pollazzi, dirigente sportivo italiano († 1972)
- 1888 - Boris Vital'evič Čajkovskij, regista cinematografico russo († 1924)
- 1889 - Simeone Cattalinich, canottiere italiano († 1977)
- 1889 - Henri Lentulo, odontoiatra e militare italiano († 1981)
- 1889 - Theodor Scherer, generale tedesco († 1951)
- 1889 - Domenico Valinotti, pittore e scenografo italiano († 1962)
- 1890 - Aldo Andreoli, politico italiano († 1972)
- 1890 - France Bevk, scrittore, poeta e traduttore sloveno († 1970)
- 1890 - Colin Carruthers, hockeista su ghiaccio britannico († 1957)
- 1890 - Domenico Taccone, ingegnere e dirigente d'azienda italiano († 1974)
- 1891 - Hans Reese, calciatore tedesco († 1973)
- 1892 - Hendrik Andriessen, compositore e organista olandese († 1981)
- 1892 - Louis Luguet, ciclista su strada francese († 1976)
- 1892 - Alfredo Vittorio Reichlin, calciatore e attore italiano († 1981)
- 1892 - Augusto Rostagni, filologo classico italiano († 1961)
- 1893 - Willibald Borowietz, generale tedesco († 1945)
- 1893 - Jean Chaput, militare e aviatore francese († 1918)
- 1893 - Alessandro Tandura, militare italiano († 1937)
- 1894 - James Anderson, tennista australiano († 1973)
- 1894 - Friedrich Lang, aviatore austro-ungarico († 1937)
- 1894 - Jean Massard, calciatore lussemburghese († 1930)
- 1895 - Margherita di Danimarca, principessa danese († 1992)
- 1895 - Bob Fullam, calciatore e allenatore di calcio irlandese († 1971)
- 1895 - Ângelo Gammaro, nuotatore, pallanuotista e canottiere brasiliano († 1977)
- 1895 - Edward E. Paramore Jr., sceneggiatore statunitense († 1956)
- 1895 - Rudolf Rupec, calciatore austriaco († 1983)
- 1895 - Hans Sohnle, direttore artistico tedesco († 1976)
- 1896 - William Gopallawa, politico singalese († 1981)
- 1896 - Denise Grey, attrice italiana († 1996)
- 1896 - Augusto Lozzia, pittore italiano († 1962)
- 1897 - Duncan Mansfield, montatore statunitense († 1971)
- 1897 - Jiří Mareš, calciatore cecoslovacco († 1934)
- 1897 - Rudolf Ramseyer, calciatore svizzero († 1943)
- 1898 - Benedetto Mazzacurati, violoncellista e compositore italiano († 1984)
- 1898 - Bertha Teague, allenatrice di pallacanestro statunitense († 1991)
- 1898 - Elena Valla, letterata italiana († 1958)
- 1899 - Leslie Goodwins, regista e sceneggiatore britannico († 1969)
- 1899 - Winnie Lightner, attrice e cantante statunitense († 1971)
- 1899 - Edith Roberts, attrice statunitense († 1935)
- 1899 - Artëm Vesëlyj, scrittore russo († 1939)
- 1900 - Michail Efimovič Katukov, generale sovietico († 1976)
- 1900 - Margherita Nicosia Margani, etruscologa e latinista italiana († 1971)
- 1900 - Renzo Pecco, chirurgo e canottiere italiano († 1975)
- 1900 - Mario Riva, militare e partigiano italiano († 1943)
- 1900 - Jules White, regista e produttore cinematografico statunitense († 1985)

## XX secolo(902)
- 1901 - Francis Chichester, aviatore e navigatore britannico († 1972)
- 1901 - Mikola Petrovyč Hluščenko, pittore ucraino († 1977)
- 1901 - Francesco Meattini, militare italiano († 1941)
- 1901 - Arnaldo Prosperi, calciatore italiano
- 1901 - José Régio, scrittore, poeta e drammaturgo portoghese († 1969)
- 1902 - Mario Bacciocchi, architetto e urbanista italiano († 1974)
- 1902 - Mario Balleri, canottiere italiano († 1962)
- 1902 - Esther Ralston, attrice statunitense († 1994)
- 1903 - Dolores Costello, attrice statunitense († 1979)
- 1903 - George Koltanowski, scacchista belga († 2000)
- 1903 - Karel Miljon, pugile olandese († 1984)
- 1903 - Frank O'Connor, scrittore irlandese († 1966)
- 1904 - Frederick Ashton, coreografo, ballerino e direttore artistico britannico († 1988)
- 1904 - Jerry Colonna, attore statunitense († 1986)
- 1904 - Fritz Eiberle, calciatore tedesco († 1987)
- 1904 - Harry Glancy, nuotatore statunitense († 2002)
- 1904 - José María Hinojosa, poeta e scrittore spagnolo († 1936)
- 1904 - Edgar G. Ulmer, regista, scenografo e sceneggiatore austriaco († 1972)
- 1905 - Raúl Fernández Robert, cestista messicano († 1982)
- 1905 - Hans Freudenthal, matematico tedesco († 1990)
- 1905 - Carlo Rovida, ciclista su strada italiano († 1968)
- 1905 - Helen Vinson, attrice statunitense († 1999)
- 1906 - Adam Falkenstein, assiriologo tedesco († 1966)
- 1906 - Junius Richard Jayewardene, politico singalese († 1996)
- 1906 - Ludwig Freiherr von Loenrod, ufficiale tedesco († 1944)
- 1906 - Massimo Scaligero, giornalista e esoterista italiano († 1980)
- 1907 - Camille Bryen, pittore e poeta francese († 1977)
- 1907 - Warren Earl Burger, politico e giurista statunitense († 1995)
- 1907 - Fëdor Fedorenko, criminale di guerra russo († 1987)
- 1907 - Carl-Heinz Mahlmann, calciatore tedesco († 1965)
- 1907 - Eijirō Tōno, attore giapponese († 1994)
- 1908 - Václav Bečvář, sollevatore cecoslovacco († 1978)
- 1908 - John Creasey, scrittore inglese († 1973)
- 1909 - Omero Bonoli, ginnasta italiano († 1985)
- 1909 - Ivan Gajer, calciatore croato († 1982)
- 1909 - Leyla Mammadbeyova, aviatrice sovietica († 1989)
- 1909 - Antonino Pino, poeta, zoologo e politico italiano († 1987)
- 1909 - Luigi Zerbinati, attore italiano († 1982)
- 1910 - Marshall Hall, matematico statunitense († 1990)
- 1910 - František Hrubín, poeta e scrittore ceco († 1971)
- 1911 - Mukbile Sultan, principessa ottomana († 1995)
- 1911 - Dante Manno, illustratore e pittore italiano († 1996)
- 1911 - Bill Perigo, cestista e allenatore di pallacanestro statunitense († 1990)
- 1912 - Eva Dawes, altista canadese († 2009)
- 1912 - Irena Kwiatkowska, attrice polacca († 2011)
- 1912 - Gilbert Levae, ciclista su strada belga († 1995)
- 1912 - Maksim Tank, poeta e traduttore bielorusso († 1995)
- 1913 - Svetislav Glišović, allenatore di calcio e calciatore jugoslavo († 1988)
- 1913 - Ata Kandó, fotografa olandese († 2017)
- 1913 - Mira Lobe, scrittrice austriaca († 1995)
- 1914 - Gisella Caccialanza, ballerina statunitense († 1998)
- 1914 - William Grut, pentatleta svedese († 2012)
- 1914 - Grete Mostny, antropologa e archeologa austriaca († 1991)
- 1914 - Francesco Recupero, politico italiano († 1983)
- 1914 - Eric Stephenson, calciatore inglese († 1944)
- 1914 - Francisco Vestil, cestista filippino († 2000)
- 1914 - Jack Wilson, canottiere britannico († 1997)
- 1915 - Maqbool Fida Husain, pittore, regista e sceneggiatore indiano († 2011)
- 1915 - Davide Lanzoni, rugbista a 15, allenatore di rugby a 15 e dirigente sportivo italiano († 1988)
- 1915 - Umberto Tosi, calciatore italiano
- 1916 - Francesco Masala, poeta, scrittore e saggista italiano († 2007)
- 1916 - Mary Stewart, scrittrice britannica († 2014)
- 1916 - Giuliano Toraldo di Francia, fisico italiano († 2011)
- 1916 - Yumjaagiin Tsedenbal, politico e militare mongolo († 1991)
- 1916 - Joe Urso, cestista e allenatore di pallacanestro statunitense († 1991)
- 1917 - Celestino Camilla, ciclista su strada italiano († 1991)
- 1917 - Tetsuo Hamuro, nuotatore giapponese († 2005)
- 1917 - Albano Meazzini, partigiano e politico italiano († 1999)
- 1917 - Ib Melchior, scrittore, produttore cinematografico e sceneggiatore danese († 2015)
- 1918 - David Gilbarg, matematico statunitense († 2001)
- 1918 - Chaim Herzog, generale, avvocato e diplomatico israeliano († 1997)
- 1918 - Jorge Illueca, politico panamense († 2012)
- 1918 - Gaetano Lupi, calciatore e allenatore di calcio italiano († 2001)
- 1918 - Vincenzo Torriani, dirigente sportivo italiano († 1996)
- 1919 - Helmuth Ashley, regista, direttore della fotografia e sceneggiatore austriaco († 2021)
- 1919 - Aldo Fraccaroli, storico, linguista e giornalista italiano († 2010)
- 1919 - Horst Krüger, scrittore tedesco († 1999)
- 1920 - Remo Albertini, politico italiano († 2005)
- 1920 - Roger Gyselinck, ciclista su strada belga († 2002)
- 1920 - Marjorie Holt, politica e avvocata statunitense († 2018)
- 1920 - Pedro Lezcano Montalvo, poeta e drammaturgo spagnolo († 2002)
- 1921 - Virgilio Barco Vargas, politico colombiano († 1997)
- 1921 - Marino Bon Valsassina, giurista italiano († 1991)
- 1921 - Aldo Gastaldi, militare e partigiano italiano († 1945)
- 1921 - Gisèle Pascal, attrice francese († 2007)
- 1921 - Silvestro Prestifilippo, giornalista, scrittore e regista italiano († 1975)
- 1922 - Aldo Braibanti, scrittore, sceneggiatore e drammaturgo italiano († 2014)
- 1922 - Francescopaolo D'Angelosante, politico e avvocato italiano († 1997)
- 1922 - Ettore Di Filippo, arcivescovo cattolico italiano († 2006)
- 1922 - Antonio Fiamma, politico italiano († 2014)
- 1922 - Svend Jørgen Hansen, calciatore danese († 2006)
- 1922 - Agostinho Neto, politico e poeta angolano († 1979)
- 1922 - Ibérico Saint-Jean, militare e avvocato argentino († 2012)
- 1922 - Frank Spellman, sollevatore statunitense († 2017)
- 1923 - Antonio Greco, calciatore boliviano
- 1923 - Nantas Salvalaggio, giornalista, scrittore e cestista italiano († 2009)
- 1923 - Hank Williams, cantautore statunitense († 1953)
- 1924 - Annelise Hovmand, regista, sceneggiatrice e montatrice danese († 2016)
- 1924 - Loris Onida, calciatore italiano († 2003)
- 1924 - Bruno Pelizzi, partigiano italiano († 1944)
- 1924 - Alphonsus Liguori Penney, arcivescovo cattolico canadese († 2017)
- 1925 - Jorio Borchi, politico italiano († 1997)
- 1925 - Tony Vincent, tennista statunitense († 2023)
- 1925 - Piero Gerlini, attore italiano († 1999)
- 1925 - Pina Lamara, cantante italiana († 2012)
- 1925 - John List, assassino statunitense († 2008)
- 1925 - Dorothy Loudon, attrice e cantante statunitense († 2003)
- 1925 - Francesco Merloni, imprenditore e politico italiano († 2024)
- 1925 - Illuminato Peri, storico italiano († 1996)
- 1925 - Miljenko Prohaska, compositore, arrangiatore e direttore d'orchestra croato († 2014)
- 1925 - Amit Singh Bakshi, hockeista su prato indiano († 2024)
- 1926 - Lawrence Alloway, critico d'arte inglese († 1990)
- 1926 - Mario Bardella, attore, doppiatore e direttore del doppiaggio italiano († 2014)
- 1926 - Bill Black, musicista statunitense († 1965)
- 1926 - Mohamed Chafik, linguista berbero
- 1926 - Curtis Harrington, regista statunitense († 2007)
- 1926 - Josef Kaiml, calciatore cecoslovacco († 1991)
- 1926 - Andrea Kékesy, pattinatrice artistica su ghiaccio ungherese († 2024)
- 1926 - Jean-Marie Lustiger, cardinale e arcivescovo cattolico francese († 2007)
- 1926 - Luigi Pendibene, calciatore italiano
- 1927 - George Blanda, giocatore di football americano statunitense († 2010)
- 1927 - Jim Coop, calciatore inglese († 1996)
- 1927 - Hélène Langevin-Joliot, fisica francese
- 1928 - Pál Borbély, cestista ungherese († 2013)
- 1928 - Gilberto Evangelisti, giornalista italiano († 2011)
- 1928 - Tullio Kezich, critico cinematografico, commediografo e sceneggiatore italiano († 2009)
- 1928 - Alberto Margheritini, cestista italiano († 2006)
- 1928 - Roddy McDowall, attore britannico († 1998)
- 1928 - John Murray Mitchell, climatologo statunitense († 1990)
- 1928 - Pierre Michel Pango, presbitero e musicista ivoriano († 1993)
- 1928 - William Smith, lottatore statunitense († 2018)
- 1929 - Stirling Moss, pilota automobilistico britannico († 2020)
- 1929 - Eliseo Prado, calciatore argentino († 2016)
- 1930 - Rad'ja Erošina, fondista sovietica († 2012)
- 1930 - David Huddleston, attore statunitense († 2016)
- 1930 - Theo Loevendie, compositore e clarinettista olandese
- 1930 - Edgar Mitchell, astronauta statunitense († 2016)
- 1930 - Jim Rohn, imprenditore statunitense († 2009)
- 1930 - Thomas Stafford, astronauta statunitense († 2024)
- 1930 - Ennio Testa, calciatore italiano († 2019)
- 1930 - Don Townsend, calciatore inglese († 2020)
- 1930 - Oszkár Vilezsál, allenatore di calcio e calciatore ungherese († 1980)
- 1931 - Anne Bancroft, attrice statunitense († 2005)
- 1931 - Ivo Baueršíma, astronomo cecoslovacco
- 1931 - Jean-Claude Carrière, sceneggiatore, scrittore e attore francese († 2021)
- 1931 - Ivano Davoli, attore e giornalista italiano († 2010)
- 1931 - Maria Grazia Francia, attrice italiana († 2021)
- 1931 - Sergio Pezzati, politico italiano († 2015)
- 1931 - Siamak Pourzand, giornalista e critico cinematografico iraniano († 2011)
- 1932 - Rosemarie Bowe, attrice statunitense († 2019)
- 1932 - Khalifa bin Hamad Al Thani, sovrano qatariota († 2016)
- 1932 - Fred Mustard Stewart, scrittore statunitense († 2007)
- 1932 - Robert B. Parker, scrittore statunitense († 2010)
- 1932 - Věra Vančurová, ginnasta ceca († 2018)
- 1932 - Tom Young, allenatore di pallacanestro e cestista statunitense († 2022)
- 1933 - Pat Crowley, attrice statunitense
- 1933 - Chuck Grassley, politico statunitense
- 1933 - Evelyn Kawamoto, nuotatrice statunitense († 2017)
- 1933 - Jiří Lanský, altista cecoslovacco († 2017)
- 1934 - Maureen Connolly, tennista statunitense († 1969)
- 1934 - Renato Francesconi, tenore italiano († 2023)
- 1934 - Valda Osborn, pattinatrice artistica su ghiaccio britannica († 2022)
- 1935 - Amilcare Ballestrieri, pilota motociclistico e pilota automobilistico italiano († 2023)
- 1935 - Ken Kesey, scrittore statunitense († 2001)
- 1935 - Serge Klarsfeld, avvocato, scrittore e storico romeno
- 1935 - Gianpaolo Ormezzano, giornalista, scrittore e personaggio televisivo italiano († 2024)
- 1935 - Guido Rhodio, politico italiano († 2023)
- 1935 - Giuseppe Tatarella, politico, avvocato e giornalista italiano († 1999)
- 1935 - Einar Østby, fondista norvegese († 2022)
- 1936 - Attilio Boccazzi Varotto, fotografo, scrittore e traduttore italiano († 1995)
- 1936 - Gerald Guralnik, fisico statunitense († 2014)
- 1936 - Roland Hermann, baritono tedesco († 2020)
- 1936 - Rosa Russo Iervolino, politica italiana
- 1936 - Praski Vitti, pittore russo
- 1936 - Antioco Piseddu, vescovo cattolico italiano († 2025)
- 1936 - Chet Raymo, scrittore e docente statunitense
- 1936 - Rolv Wesenlund, attore, cantante e musicista norvegese († 2013)
- 1936 - Angelo Zanolli, attore italiano († 1999)
- 1937 - Cesare Cancellieri, docente italiano († 2002)
- 1937 - Orlando Cepeda, giocatore di baseball portoricano († 2024)
- 1937 - Gary Chapman, nuotatore australiano († 1978)
- 1937 - Helge Jørgensen, ex calciatore danese
- 1937 - Jenő Kamuti, ex schermidore ungherese
- 1937 - Vittorio Malacalza, imprenditore italiano
- 1937 - Albertine Sarrazin, scrittrice e poetessa francese († 1967)
- 1937 - Charles Snelling, ex pattinatore artistico su ghiaccio canadese
- 1937 - Hernando Tovar, ex calciatore colombiano
- 1938 - Paul Benedict, attore statunitense († 2008)
- 1938 - Jorge Bogarín, cestista paraguaiano († 2024)
- 1938 - Ľudovít Cvetler, ex calciatore cecoslovacco
- 1938 - Aydın İbrahimov, lottatore sovietico († 2021)
- 1939 - Marcello De Cecco, economista italiano († 2016)
- 1939 - Mariano Díaz, ciclista su strada spagnolo († 2014)
- 1939 - Tomaso Kemeny, poeta, scrittore e critico letterario ungherese
- 1939 - Kim Ki-soo, pugile sudcoreano († 1997)
- 1939 - Vladimir Men'šov, attore e regista sovietico († 2021)
- 1939 - Joe Pistone, ex agente segreto e scrittore statunitense
- 1939 - Hugo Santilli, dirigente sportivo argentino
- 1939 - David Souter, giurista e magistrato statunitense († 2025)
- 1940 - Lorella De Luca, attrice italiana († 2014)
- 1940 - István Móna, pentatleta ungherese († 2010)
- 1940 - Gilberto Parlotti, pilota motociclistico italiano († 1972)
- 1940 - Antonio Prevosto, politico italiano
- 1940 - Salvatore Ricciardi, attivista e brigatista italiano († 2020)
- 1940 - Heidelinde Weis, attrice austriaca († 2023)
- 1941 - Marie-Claude Charmasson, ex pilota automobilistico e pilota di rally francese
- 1941 - Nils Arne Eggen, calciatore e allenatore di calcio norvegese († 2022)
- 1941 - Vicente González Sosa, ex calciatore spagnolo
- 1941 - Bob Matsui, politico statunitense († 2005)
- 1941 - Phil Méheux, direttore della fotografia inglese
- 1941 - Gualberto Niccolini, politico italiano
- 1942 - Teresa Budzisz-Krzyżanowska, attrice polacca
- 1942 - Robert Graysmith, disegnatore e scrittore statunitense
- 1942 - Petăr Kirov, ex lottatore bulgaro
- 1942 - Ron Kroon, nuotatore e fotografo olandese († 2001)
- 1942 - Lupe Ontiveros, attrice statunitense († 2012)
- 1942 - Donatella Moretti, cantante e conduttrice radiofonica italiana
- 1942 - Roberto Rigotto, calciatore italiano († 2024)
- 1943 - Francesco Cappelli, ex calciatore italiano
- 1943 - Angelo Comastri, cardinale e arcivescovo cattolico italiano
- 1943 - Luigi Di Majo, avvocato, attore e personaggio televisivo italiano
- 1943 - Samuel Durrance, astronauta e astrofisico statunitense († 2023)
- 1943 - Sergio Ferrari, calciatore italiano († 2016)
- 1943 - Gilbert & George, artista britannico
- 1943 - Cosimo Marco Mazzoni, giurista e saggista italiano († 2019)
- 1943 - Vasil Mitkov, calciatore bulgaro († 2002)
- 1943 - Renzo Ragonesi, ex calciatore e allenatore di calcio italiano
- 1943 - Carlos Sampayo, fumettista argentino
- 1944 - Bertalan Bicskei, allenatore di calcio e calciatore ungherese († 2011)
- 1944 - Viktoria Brams, attrice e doppiatrice tedesca
- 1944 - Vincenzo Gennaro, scultore italiano
- 1944 - Thomas Howe, ex mezzofondista liberiano
- 1944 - Reinhold Messner, alpinista, esploratore e scrittore italiano
- 1944 - Alex Willoughby, allenatore di calcio e calciatore scozzese († 2004)
- 1945 - Phil Jackson, dirigente sportivo, allenatore di pallacanestro e ex cestista statunitense
- 1945 - Lonnie Kluttz, cestista statunitense († 2021)
- 1945 - Paolo Pandrin, allenatore di calcio e ex calciatore italiano
- 1945 - Bruce Spence, attore neozelandese
- 1945 - Paul Vangelisti, poeta, traduttore e educatore statunitense
- 1946 - Billy Bonds, ex calciatore e allenatore di calcio inglese
- 1946 - Giovanni Carbonella, politico italiano († 2025)
- 1946 - Eduardo Costantini, imprenditore e economista argentino
- 1947 - Lesley Bush, ex tuffatrice statunitense
- 1947 - Gail Carson Levine, scrittrice statunitense
- 1947 - Toni Grande, ex calciatore e allenatore di calcio spagnolo
- 1947 - Tessa Jowell, politica inglese († 2018)
- 1947 - Bruce Pandolfini, scacchista statunitense
- 1947 - Joan Ribó i Canut, politico spagnolo
- 1948 - Francesco Giangrandi, politico italiano
- 1948 - Kiril Milanov, calciatore bulgaro († 2011)
- 1948 - Kemal Monteno, cantautore e paroliere jugoslavo († 2015)
- 1948 - Oscar Righetti, calciatore italiano († 2006)
- 1948 - John Ritter, attore statunitense († 2003)
- 1948 - Tee Scott, disc jockey e produttore discografico statunitense († 1995)
- 1948 - Ettore Setten, imprenditore e dirigente sportivo italiano
- 1948 - Claudio Strinati, storico dell'arte, conduttore televisivo e dirigente pubblico italiano
- 1948 - Silvano Vinceti, scrittore, saggista e politico italiano
- 1948 - Pedro Morenés, politico spagnolo
- 1949 - María Barbal, scrittrice spagnola
- 1949 - Sigrun Kotschwar, ex cestista tedesca
- 1949 - Alberto Magliozzi, fotografo italiano
- 1949 - Miguel Ángel Gómez Martínez, compositore e direttore d'orchestra spagnolo († 2024)
- 1949 - Carol Molnau, politica statunitense
- 1949 - Annamaria Procacci, politica italiana
- 1950 - Soledad Alvear, politica cilena
- 1950 - Vittorio Casarin, politico italiano
- 1950 - Narendra Modi, politico indiano
- 1950 - Giulio Fantuzzi, politico italiano
- 1950 - Hassan Nayebagha, ex calciatore iraniano
- 1950 - Eddie Palubinskas, ex cestista e allenatore di pallacanestro australiano
- 1950 - Małgorzata Smoleńska, ex cestista polacca
- 1950 - Roger Stern, fumettista e scrittore statunitense
- 1951 - Al Carlson, ex cestista statunitense
- 1951 - Marino Cenna, attore italiano († 2003)
- 1951 - Stefano Chiarini, giornalista italiano († 2007)
- 1951 - Paolo Crepet, psichiatra e sociologo italiano
- 1951 - Satymkul Džumanazarov, maratoneta sovietico († 2007)
- 1951 - Giuseppe Galasso, politico italiano
- 1951 - Piet Kleine, ex pattinatore di velocità su ghiaccio olandese
- 1951 - Jason Matthews, scrittore statunitense († 2021)
- 1951 - Cassandra Peterson, attrice, sceneggiatrice e personaggio televisivo statunitense
- 1951 - Giorgio Todde, scrittore e medico italiano († 2020)
- 1951 - Kermit Washington, ex cestista e allenatore di pallacanestro statunitense
- 1952 - Amjad Bashir, politico britannico
- 1952 - Ambrogio Colombo, doppiatore e attore italiano
- 1952 - Coura Dia, ex cestista senegalese
- 1952 - Pedro Luis Ferrer, chitarrista, compositore e cantante cubano
- 1952 - Alberto Gamba, ex calciatore italiano
- 1952 - Anita Harding, neurologa irlandese († 1995)
- 1952 - Sergio Japino, regista, autore televisivo e coreografo italiano
- 1952 - William Francis Medley, vescovo cattolico statunitense
- 1952 - Milan Šášik, vescovo cattolico slovacco († 2020)
- 1952 - Viktor Savčenko, ex pugile sovietico
- 1952 - Harold Solomon, allenatore di tennis e ex tennista statunitense
- 1952 - Norbert Walter-Borjans, politico tedesco
- 1953 - Junior Bridgeman, cestista statunitense († 2025)
- 1953 - Nikolaos Chountis, politico greco
- 1953 - Bernd Dürnberger, ex calciatore tedesco occidentale
- 1953 - Laurex, compositore e cantante italiano
- 1953 - Massimo Lonardi, liutista italiano
- 1953 - Jan Möller, ex calciatore svedese
- 1953 - Mirjana Ognjenović, ex pallamanista croata
- 1953 - Rita Rudner, comica, attrice e cabarettista statunitense
- 1953 - Gene Taylor, politico statunitense
- 1954 - Bill Irwin, ex wrestler statunitense
- 1954 - František Kunzo, ex calciatore cecoslovacco
- 1954 - Albert Oehlen, pittore tedesco
- 1954 - Dragan Simeunović, ex calciatore jugoslavo
- 1954 - Jocelyne Villeton, ex maratoneta francese
- 1955 - Tim Burd, attore canadese
- 1955 - David Culley, ex giocatore di football americano e allenatore di football americano statunitense
- 1955 - Amy Holden Jones, sceneggiatrice statunitense
- 1955 - Marina Lima, cantautrice e attrice brasiliana
- 1955 - Riccardo Marchiò, generale italiano
- 1955 - Charles Martinet, attore e doppiatore statunitense
- 1955 - Mahboub Mubarak, ex calciatore kuwaitiano
- 1955 - Mike Parson, politico statunitense
- 1955 - Sergio Scicchitano, avvocato italiano
- 1955 - Scott Simpson, golfista statunitense
- 1956 - Almazbek Atambaev, politico kirghiso
- 1956 - Mihály Borostyán, calciatore e giocatore di calcio a 5 ungherese († 2005)
- 1956 - Bjørn Rune Gjelsten, imprenditore norvegese
- 1956 - Viktor Hračov, ex calciatore e allenatore di calcio sovietico
- 1956 - Dagmar Kuzmanová, ex sciatrice alpina cecoslovacca
- 1956 - Aaron Lustig, attore statunitense
- 1956 - Anatolij Parov, calciatore sovietico († 2013)
- 1957 - David Bintley, ex ballerino, coreografo e direttore artistico britannico
- 1957 - Tony Bray, batterista britannico
- 1957 - Pepe Carroll, illusionista e personaggio televisivo spagnolo († 2004)
- 1957 - Earl Cooper, ex giocatore di football americano statunitense
- 1957 - Baptiste Gentili, allenatore di calcio e ex calciatore francese
- 1957 - Greg Kelser, ex cestista statunitense
- 1957 - Michael Morgan, direttore d'orchestra e direttore artistico statunitense († 2021)
- 1957 - Daniel Mougel, ex sciatore alpino francese
- 1957 - Martinho Ndafa Kabi, politico guineense
- 1957 - Andris Piebalgs, politico e diplomatico lettone
- 1957 - Jim Stuckey, ex giocatore di football americano statunitense
- 1957 - Mimmo Turone, pianista, organista e compositore italiano
- 1957 - Massimo Venturini, allenatore di calcio e ex calciatore italiano
- 1958 - Marco Barbone, ex terrorista e collaboratore di giustizia italiano
- 1958 - Alain Fiard, ex calciatore e allenatore di calcio francese
- 1958 - Manfred Honeck, direttore d'orchestra austriaco
- 1958 - Janez Janša, politico sloveno
- 1958 - Nancho Novo, attore spagnolo
- 1959 - Lester Conner, ex cestista e allenatore di pallacanestro statunitense
- 1959 - Florentin Crihălmeanu, vescovo cattolico rumeno († 2021)
- 1959 - Flavio Delbono, politico e economista italiano
- 1959 - Will Gregory, produttore discografico e musicista britannico
- 1959 - René Marsiglia, allenatore di calcio, dirigente sportivo e calciatore francese († 2016)
- 1959 - René Ridderhof, ex cestista olandese
- 1959 - Federico Salvatore, cantautore e cabarettista italiano († 2023)
- 1959 - Alan Walker, allenatore di calcio e ex calciatore inglese
- 1960 - Annabelle Apsion, attrice britannica
- 1960 - Jonis Bascir, attore, compositore e conduttore radiofonico italiano
- 1960 - Cory Carlson, ex sciatore alpino statunitense
- 1960 - Kevin Clash, regista e produttore cinematografico statunitense
- 1960 - Mike Fillery, ex calciatore inglese
- 1960 - Andi Grünenfelder, ex fondista svizzero
- 1960 - Damon Hill, ex pilota automobilistico britannico
- 1960 - Johannes Wilhelmus Maria Liesen, vescovo cattolico olandese
- 1960 - Annamaria Parente, politica italiana
- 1960 - Frédéric Pierrot, attore francese
- 1960 - Daniele Rotondo, giornalista italiano
- 1960 - Sergej Smirnov, pesista russo († 2006)
- 1961 - Dario Bellomo, ex calciatore italiano
- 1961 - Stefano Brondi, allenatore di calcio e ex calciatore italiano
- 1961 - Jim Cornette, sceneggiatore statunitense
- 1961 - Kevin Crow, allenatore di calcio e ex calciatore statunitense
- 1961 - Barry Davis, ex lottatore statunitense
- 1961 - Dario Donà, ex calciatore italiano
- 1961 - Sergio Marchant, calciatore cileno († 2020)
- 1961 - Pamela Melroy, ex astronauta statunitense
- 1961 - Nives Meroi, alpinista italiana
- 1961 - Aleksandr Stalievič Portnov, ex tuffatore sovietico
- 1961 - Ty Tabor, chitarrista statunitense
- 1962 - Fátima Bernardes, giornalista e conduttrice televisiva brasiliana
- 1962 - Steinar Bråten, ex saltatore con gli sci norvegese
- 1962 - Luis Caballero, calciatore paraguaiano († 2005)
- 1962 - Angelo Destasio, ex cestista italiano
- 1962 - Paul Feig, regista, sceneggiatore e attore statunitense
- 1962 - Rimantas Grigas, allenatore di pallacanestro lituano
- 1962 - Baz Luhrmann, regista, sceneggiatore e produttore cinematografico australiano
- 1962 - Hisham Muhammad Qandil, politico egiziano
- 1962 - Dustin Nguyen, attore e artista marziale vietnamita
- 1962 - Don Rogers, giocatore di football americano statunitense († 1986)
- 1962 - Steffi Walter, slittinista tedesca orientale († 2017)
- 1962 - BeBe Winans, cantante statunitense
- 1962 - Xu Jun, scacchista cinese
- 1963 - Yao Lambert Amani, ex calciatore ivoriano
- 1963 - Jeff Ballard, batterista statunitense
- 1963 - Barriga, ex calciatore portoghese
- 1963 - Ol'ga Burova-Černjavskaja, ex discobola russa
- 1963 - Francesco Cascio, politico e medico italiano
- 1963 - Masahiro Chono, ex wrestler giapponese
- 1963 - Gian-Carlo Coppola, attore statunitense († 1986)
- 1963 - Mario De Caro, filosofo italiano
- 1963 - Dashnor Dume, allenatore di calcio e ex calciatore albanese
- 1963 - Warren Gatland, ex rugbista a 15 e allenatore di rugby a 15 neozelandese
- 1963 - Yūji Keigoshi, ex calciatore giapponese
- 1963 - Radovan Krstović, ex calciatore jugoslavo
- 1963 - Kamou Malo, allenatore di calcio e ex calciatore burkinabè
- 1963 - Nicolás Navarro Castro, ex calciatore messicano
- 1963 - William Shockley, attore statunitense
- 1963 - David Wm. Sims, bassista statunitense
- 1963 - Mario Somma, allenatore di calcio e ex calciatore italiano
- 1963 - James Urbaniak, attore e doppiatore statunitense
- 1964 - Domenico Agostini, ex calciatore italiano
- 1964 - Mario Almondo, ingegnere italiano
- 1964 - Cvetan Antov, ex cestista bulgaro
- 1964 - Giuseppe De Filippi, giornalista e conduttore televisivo italiano
- 1964 - Ursula Karven, attrice, modella e scrittrice tedesca
- 1964 - Medì, percussionista e compositore tedesco
- 1964 - Gian Luca Perici, arcivescovo cattolico e diplomatico italiano
- 1964 - Franck Piccard, ex sciatore alpino francese
- 1964 - Petra Riedel, ex nuotatrice tedesca orientale
- 1964 - Francesco Romano, attore e regista italiano († 2025)
- 1964 - Luc Roosen, ex ciclista su strada belga
- 1965 - Kyle Chandler, attore statunitense
- 1965 - Laurent Birfuoré Dabiré, arcivescovo cattolico burkinabé
- 1965 - Rodolfo Massi, ex ciclista su strada e dirigente sportivo italiano
- 1965 - Paul Mac, cantautore, musicista e produttore discografico australiano
- 1965 - Yūji Naka, autore di videogiochi giapponese
- 1965 - Ali Akbar Ostad-Asadi, ex calciatore iraniano
- 1965 - Hubert Pallhuber, ex mountain biker italiano
- 1965 - Guy Picciotto, chitarrista, cantante e produttore discografico statunitense
- 1965 - Bryan Singer, regista, sceneggiatore e produttore cinematografico statunitense
- 1965 - Günter Werno, tastierista tedesco
- 1965 - Pintado, allenatore di calcio e ex calciatore brasiliano
- 1966 - Aldo Cazzullo, giornalista e scrittore italiano
- 1966 - Doug E. Fresh, rapper, beatboxer e produttore discografico statunitense
- 1966 - Monica Gasparini, giornalista e conduttrice televisiva italiana
- 1966 - Aníbal Moreira, ex cestista e allenatore di pallacanestro angolano
- 1966 - Garry Pagel, ex rugbista a 15 sudafricano
- 1966 - Richard Wiseman, psicologo e illusionista britannico
- 1967 - Michael Carbajal, ex pugile statunitense
- 1967 - Pasquale Cocco, ex giocatore di calcio a 5 belga
- 1967 - Ingelise Driehuis, ex tennista olandese
- 1967 - Stefan Krauße, ex slittinista tedesco
- 1967 - Wolfgang Perner, biatleta e fondista austriaco († 2019)
- 1967 - Petr Pravec, astronomo ceco
- 1967 - Tomasz Tomiak, canottiere polacco († 2020)
- 1967 - Mate Uzinić, arcivescovo cattolico croato
- 1967 - Malik Yoba, attore statunitense
- 1968 - Anastacia, cantautrice, compositrice e produttrice discografica statunitense
- 1968 - Joe Bastianich, imprenditore, personaggio televisivo e cantante statunitense
- 1968 - Eduardo Bennett, ex calciatore honduregno
- 1968 - Akhenaton, rapper e produttore discografico francese
- 1968 - Ahrue Luster, chitarrista statunitense
- 1968 - Vito Marletta, cantautore e musicista italiano († 2016)
- 1968 - Mehmet Âkif Pirim, ex lottatore turco
- 1968 - David Shrigley, artista britannico
- 1968 - Cheryl Strayed, scrittrice statunitense
- 1968 - Tito Vilanova, calciatore e allenatore di calcio spagnolo († 2014)
- 1968 - Warwick Waugh, ex rugbista a 15 e imprenditore australiano
- 1968 - Valerij Zelepukin, ex hockeista su ghiaccio russo
- 1968 - Marcos Martín de la Fuente, ex calciatore spagnolo
- 1969 - Bismarck Barreto Faria, ex calciatore brasiliano
- 1969 - Amber, cantante olandese
- 1969 - Swingfly, rapper statunitense
- 1969 - Ken Doherty, giocatore di snooker irlandese
- 1969 - Keith Flint, cantante e ballerino britannico († 2019)
- 1969 - Ferdinando Gasparini, ex calciatore italiano
- 1969 - Nicola Giorgino, politico italiano
- 1969 - Ryōtarō Okiayu, doppiatore giapponese
- 1969 - Matthew Settle, attore statunitense
- 1969 - Doug Smith, ex cestista statunitense
- 1969 - Constantin Stănici, ex calciatore rumeno
- 1969 - Adam Wiltzie, compositore e tecnico del suono statunitense
- 1969 - Claudio Úbeda, allenatore di calcio e ex calciatore argentino
- 1970 - William Brent Bell, regista e sceneggiatore statunitense
- 1970 - Jean-Robert Bellande, imprenditore, giocatore di poker e personaggio televisivo statunitense
- 1970 - Mark Brunell, ex giocatore di football americano statunitense
- 1970 - Bill Coffin, autore di giochi e scrittore statunitense
- 1970 - Francisco Flaminio Ferreira, ex calciatore paraguaiano
- 1970 - Jimmy Hayward, regista, sceneggiatore e animatore canadese
- 1970 - Mark Osborne, regista, sceneggiatore e animatore statunitense
- 1970 - Andrejs Piedels, allenatore di calcio e ex calciatore lettone
- 1970 - Tam Siu Wai, ex calciatore e ex giocatore di calcio a 5 hongkonghese
- 1970 - Seydou Traoré, ex calciatore burkinabé
- 1971 - Sergej Barbarez, allenatore di calcio e ex calciatore bosniaco
- 1971 - Mike Catt, ex rugbista a 15 e allenatore di rugby a 15 sudafricano
- 1971 - Annika Duckmark, modella e conduttrice televisiva svedese
- 1971 - Edílson, ex calciatore brasiliano
- 1971 - Edmílson Gonçalves Pimenta, ex calciatore brasiliano
- 1971 - Slavko Goluža, ex pallamanista e allenatore di pallamano croato
- 1971 - Bobby Lee, attore statunitense
- 1971 - Roman Mählich, allenatore di calcio e ex calciatore austriaco
- 1971 - Mauro Milanese, dirigente sportivo, allenatore di calcio e ex calciatore italiano
- 1971 - Adriana Sklenaříková, supermodella e attrice slovacca
- 1971 - Felix Solis, attore statunitense
- 1971 - Jens Voigt, ex ciclista su strada tedesco
- 1971 - Ian Whyte, attore, stuntman e ex cestista britannico
- 1971 - Patrick Wirth, ex sciatore alpino austriaco
- 1972 - Marco Croatti, politico italiano
- 1972 - Leandro Misuriello, bassista italiano († 2006)
- 1972 - Oana Pantelimon, ex altista rumena
- 1972 - Llewellyn Riley, ex calciatore barbadiano
- 1973 - Diego Albanese, ex rugbista a 15 e allenatore di rugby a 15 argentino
- 1973 - Ljubov' Bruletova, judoka russa
- 1973 - Ada Choi, modella e attrice cinese
- 1973 - Santos González, ex ciclista su strada e pistard spagnolo
- 1973 - Tomáš Janů, ex calciatore ceco
- 1973 - Jana Klečková, ex cestista ceca
- 1973 - Ntemīs Nikolaïdīs, ex calciatore greco
- 1973 - David Reid, ex pugile statunitense
- 1973 - Petter Rudi, dirigente sportivo e ex calciatore norvegese
- 1973 - Daniele Silvetti, politico italiano
- 1973 - Yu Weiliang, ex calciatore cinese
- 1973 - Marek Zając, allenatore di calcio e ex calciatore polacco
- 1973 - Antonina Zetova, allenatrice di pallavolo e ex pallavolista bulgara
- 1974 - Antonio Bitetti, allenatore di calcio e ex calciatore italiano
- 1974 - Rareș Bogdan, giornalista, conduttore televisivo e politico romeno
- 1974 - Raphaël Fejtö, attore e regista francese
- 1974 - Stacy Kamano, attrice statunitense
- 1974 - Mirah, cantautrice e musicista statunitense
- 1974 - Darío Rodríguez, allenatore di calcio e ex calciatore uruguaiano
- 1974 - Erlend Ropstad, cantante norvegese
- 1974 - Bianca Shomburg, cantante tedesca
- 1974 - Helgi Sigurðsson, ex calciatore islandese
- 1974 - Austin St. John, attore statunitense
- 1974 - Rasheed Wallace, ex cestista e allenatore di pallacanestro statunitense
- 1974 - Zhang Guozheng, ex sollevatore cinese
- 1975 - Iradj Alexander, pilota automobilistico svizzero
- 1975 - Paco Desiato, fumettista italiano
- 1975 - Jimmie Johnson, pilota automobilistico statunitense
- 1975 - Tayna Lawrence, ex velocista giamaicana
- 1975 - Constantine Maroulis, cantante e attore statunitense
- 1975 - Rui Óscar, ex calciatore portoghese
- 1975 - Alessandro Siani, attore, comico e cabarettista italiano
- 1975 - İlham Yadullayev, ex calciatore azero
- 1975 - Andrej Evgen'evič Zajcev, regista, sceneggiatore e produttore cinematografico russo
- 1976 - Elena Apollonio, ex velocista italiana
- 1976 - Uchenna Emedolu, ex velocista nigeriano
- 1976 - Ikke Hüftgold, cantante, compositore e personaggio televisivo tedesco
- 1976 - Pamphile Mihayo Kazembe, allenatore di calcio e ex calciatore della Repubblica Democratica del Congo
- 1976 - Alireza Mortazavi, musicista e compositore iraniano
- 1976 - Mai-Thu Perret, artista svizzera
- 1976 - Francesco Prisco, regista cinematografico e sceneggiatore italiano
- 1976 - Daniella Rush, attrice pornografica e medico ceca
- 1976 - Feleknas Uca, politica curda
- 1976 - Anna-Marie de Zwager, canottiera canadese
- 1977 - Andrea Anderson, ex velocista statunitense
- 1977 - Milan Berck Beelenkamp, ex calciatore olandese
- 1977 - Alemitu Bekele, ex mezzofondista etiope
- 1977 - Alireza Dabir, ex lottatore iraniano
- 1977 - Sam Esmail, sceneggiatore, produttore televisivo e regista statunitense
- 1977 - Teslim Fatusi, ex calciatore nigeriano
- 1977 - Juan Antonio Flecha, ex ciclista su strada argentino
- 1977 - Oksana Fëdorova, modella e cantante russa
- 1977 - Simona Gioli, pallavolista italiana
- 1977 - Elena Godina, ex pallavolista russa
- 1977 - Rolan Gusev, allenatore di calcio e ex calciatore turkmeno
- 1977 - Marco Maccieri, attore, regista teatrale e docente italiano
- 1977 - Eric Omondi Ongao, ex calciatore keniota
- 1977 - Simone Perrotta, ex calciatore italiano
- 1977 - Roberto Rampi, politico italiano
- 1977 - Alessio Tacconi, politico italiano
- 1977 - La Terremoto de Alcorcón, cantante, attrice e comica spagnola
- 1978 - Cristina Alcázar, attrice spagnola
- 1978 - Pablo Casar, allenatore di calcio e ex calciatore spagnolo
- 1978 - Nick Cordero, attore canadese († 2020)
- 1978 - Shawn Horcoff, dirigente sportivo e ex hockeista su ghiaccio canadese
- 1978 - Stephan Letter, serial killer tedesco
- 1978 - Eleonora Meleti, giornalista, conduttrice televisiva e scrittrice greca
- 1978 - Jennifer Rosales, golfista filippina
- 1978 - Thibault Scotto, ex calciatore francese
- 1978 - Arne Slot, allenatore di calcio e ex calciatore olandese
- 1978 - Fred Wakefield, ex giocatore di football americano statunitense
- 1978 - José Zelaye, ex calciatore argentino
- 1979 - Sota Aoyama, attore giapponese
- 1979 - Jono Bacon, giornalista, hacker e cantante britannico
- 1979 - Neill Blomkamp, regista, sceneggiatore e effettista sudafricano
- 1979 - Carlinhos Bala, ex calciatore brasiliano
- 1979 - Chuck Comeau, batterista e compositore canadese
- 1979 - Marcin Dorna, allenatore di calcio polacco
- 1979 - Mariana González, schermitrice venezuelana
- 1979 - Clive Hachilensa, allenatore di calcio e ex calciatore zambiano
- 1979 - Goran Jeretin, ex cestista montenegrino
- 1979 - Ingrid Martz, attrice e modella messicana
- 1979 - Billy Miller, attore e imprenditore statunitense († 2023)
- 1979 - Ana Moura, cantante portoghese
- 1979 - Michel Nykjær, pilota automobilistico danese
- 1979 - Kevin Sheppard, allenatore di pallacanestro, ex cestista e ex calciatore americo-verginiano
- 1980 - Linos Chalwe, ex calciatore zambiano
- 1980 - Eddy Fobbs, ex cestista statunitense
- 1980 - Dan Haren, ex giocatore di baseball statunitense
- 1980 - Pavel Košťál, calciatore ceco
- 1980 - Markus Krösche, dirigente sportivo, allenatore di calcio e ex calciatore tedesco
- 1980 - Valerij Leonov, ex calciatore russo
- 1980 - Shabana Mahmood, politica britannica
- 1980 - Vita Martinciglio, politica italiana
- 1980 - Peeta, artista, pittore e scultore italiano
- 1980 - Gonzalo Peralta, calciatore argentino († 2016)
- 1980 - Lukáš Slavický, ex ballerino ceco
- 1980 - Curtis Tomasevicz, bobbista statunitense
- 1981 - Atidzhe Alieva-Veli, politica bulgara
- 1981 - Michael Boulware, ex giocatore di football americano statunitense
- 1981 - Henri Caroine, ex calciatore francese
- 1981 - Bakari Koné, ex calciatore ivoriano
- 1981 - Abouzar Rahimi, ex calciatore iraniano
- 1981 - Gonzalo Villagra, ex calciatore cileno
- 1982 - Aṣa, cantante e compositrice francese
- 1982 - Bartosz Fabiniak, ex calciatore polacco
- 1982 - Hwang Myong-chol, ex calciatore nordcoreano
- 1982 - Scott Jorgensen, artista marziale misto statunitense
- 1982 - Irson Kudikova, cantante, sassofonista e produttrice discografica russa
- 1982 - Emil Martínez, calciatore honduregno
- 1982 - Jillian Mele, giornalista statunitense
- 1982 - Nicolas Osvaldo Pisano, ex calciatore argentino
- 1982 - Wade Robson, ballerino, coreografo e regista australiano
- 1982 - Sergej Strukov, ex calciatore russo
- 1982 - Sead Zilić, ex calciatore bosniaco
- 1983 - Michael Cardelle, attore e produttore cinematografico statunitense
- 1983 - Tiziana De Giacomo, attrice italiana
- 1983 - Philip Deignan, ex ciclista su strada irlandese
- 1983 - Juan Díaz, pugile messicano
- 1983 - Alberto Giuliatto, ex calciatore e allenatore di calcio italiano
- 1983 - Peter Grajciar, calciatore slovacco
- 1983 - Rafał Kosznik, ex calciatore polacco
- 1983 - Kwon Un Sil, ex arciera nordcoreana
- 1983 - Diego Nicoletti, ex hockeista su pista e allenatore di hockey su pista italiano
- 1983 - Azatbek Omurbekov, militare russo
- 1983 - Jennifer Peña, cantante statunitense
- 1983 - Edwin Phiri, ex calciatore zambiano
- 1983 - Ice Seguerra, attore, cantautore e regista filippino
- 1983 - Zhang Shuo, calciatore cinese
- 1984 - Jonathan Anderson, stilista nordirlandese
- 1984 - De La Ghetto, rapper e cantante statunitense
- 1984 - Roberto Esposito, pianista e compositore italiano
- 1984 - Michel Fabrizio, pilota motociclistico italiano
- 1984 - Kim Dae-eun, ex ginnasta sudcoreano
- 1984 - John Kucera, allenatore di sci alpino e ex sciatore alpino canadese
- 1984 - Erik Lambrechts, arbitro di calcio belga
- 1984 - Liu Ming-huang, arciere taiwanese
- 1984 - Patrick van Luijk, velocista olandese
- 1984 - Bruno Madeira, calciatore portoghese
- 1984 - Keddric Mays, ex cestista statunitense
- 1984 - Mary Mohler, nuotatrice statunitense
- 1984 - Yūsuke Okada, cestista giapponese
- 1984 - Tigran L. Petrosyan, scacchista armeno
- 1984 - Tat'jana Popova, ex cestista russa
- 1984 - Carl-Erik Torp, giocatore di calcio a 5 e ex calciatore norvegese
- 1985 - Tomáš Berdych, ex tennista ceco
- 1985 - Hailey Duke, ex sciatrice alpina statunitense
- 1985 - Jack Fox, attore britannico
- 1985 - Bayasgalan Garidmagnai, calciatore mongolo
- 1985 - José Gonçalves, ex calciatore portoghese
- 1985 - Tomáš Hubočan, calciatore slovacco
- 1985 - Kim Byung-suk, ex calciatore sudcoreano
- 1985 - Ümit Korkmaz, calciatore austriaco
- 1985 - Pavel Kruglov, pallavolista russo
- 1985 - Janina Kuzma, sciatrice freestyle neozelandese
- 1985 - Bianka, cantante bielorussa
- 1985 - Jacob Ngwira, calciatore malawiano
- 1985 - Aleksandr Ovečkin, hockeista su ghiaccio russo
- 1985 - Silvia Salis, dirigente sportiva, ex martellista e politica italiana
- 1985 - Antone Smith, giocatore di football americano statunitense
- 1985 - Mirza Teletović, cestista e dirigente sportivo bosniaco
- 1985 - Tupoutoʻa ʻUlukalala, principe e politico tongano
- 1985 - Jon Walker, bassista statunitense
- 1985 - Shericka Williams, velocista giamaicana
- 1986 - Anton Alichanov, politico russo
- 1986 - Serdar Böke, lottatore turco
- 1986 - Paolo De Ceglie, allenatore di calcio e ex calciatore italiano
- 1986 - Samir El Moussaoui, calciatore olandese
- 1986 - Katerina Glyniadakī, ex cestista greca
- 1986 - Sjarhej Kazeka, allenatore di calcio e ex calciatore bielorusso
- 1986 - Filip Lončarić, ex calciatore croato
- 1986 - Yoshitsugu Matsuoka, doppiatore giapponese
- 1986 - Landry Mulemo, ex calciatore belga
- 1986 - Maximiliano Núñez, calciatore argentino
- 1986 - Daniele Radini Tedeschi, critico d'arte, storico dell'arte e personaggio televisivo italiano
- 1986 - LaMonte Ulmer, ex cestista statunitense
- 1986 - Sophie, produttrice discografica, musicista e disc jockey britannica († 2021)
- 1986 - Kristina Šundov, calciatrice croata
- 1987 - Marjorie Carpréaux, cestista belga
- 1987 - Eduardo Ratinho, ex calciatore brasiliano
- 1987 - Adrián Gavira, giocatore di beach volley spagnolo
- 1987 - Paul Huntington, calciatore inglese
- 1987 - Christina Jones, sincronetta statunitense
- 1987 - Stergos Marinos, dirigente sportivo e ex calciatore greco
- 1987 - Morteza Mehrzad, pallavolista iraniano
- 1987 - Henk Norel, ex cestista olandese
- 1987 - Giulia Olivieri, calciatrice italiana
- 1987 - Augustus Prew, attore britannico
- 1987 - Lesley Roy, cantante irlandese
- 1987 - Olivier Scheen, pilota motociclistico belga
- 1987 - Amanda Spratt, ciclista su strada e pistard australiana
- 1987 - Nea, cantautrice svedese
- 1987 - Oliver Toledo, ex calciatore cileno
- 1987 - Ihar Zjan'kovič, calciatore bielorusso
- 1988 - Ritu Arya, attrice britannica
- 1988 - Mathieu Bastareaud, ex rugbista a 15 francese
- 1988 - Pedro Campos, attore cileno
- 1988 - Michael James Fitzgerald, calciatore neozelandese
- 1988 - Ivana Korolová, attrice, doppiatrice e cantante ceca
- 1988 - Allie MacDonald, attrice canadese
- 1988 - Pavel Mamaev, ex calciatore russo
- 1988 - Daniel Maslany, attore canadese
- 1988 - Ashley Miller, wrestler e modella statunitense
- 1988 - Maxida Märak, cantante, rapper e attivista svedese
- 1988 - Kristijan Naumovski, calciatore macedone
- 1988 - Sunday Stephen Obayan, ex calciatore nigeriano
- 1988 - Thiago Heleno, calciatore brasiliano
- 1988 - Rafael Vaz, calciatore brasiliano
- 1989 - Tim Abromaitis, cestista statunitense
- 1989 - Olivier Boumal, calciatore camerunese
- 1989 - Danielle Brooks, attrice e cantante statunitense
- 1989 - Franco Canever, calciatore argentino
- 1989 - Ilaria Debertolis, fondista italiana
- 1989 - Pavel Dreksa, calciatore ceco
- 1989 - Ciara Horne, ex pistard e ciclista su strada britannica
- 1989 - Aleksandar Kapisoda, calciatore croato
- 1989 - Rudy Molard, ciclista su strada francese
- 1989 - Peter O'Mahony, rugbista a 15 irlandese
- 1989 - Michael Rabušic, calciatore ceco
- 1989 - Lisa Roman, canottiera canadese
- 1990 - Renae Ayris, modella australiana
- 1990 - Jahir Barraza, calciatore messicano
- 1990 - Troy Anthony Brown, ex calciatore gallese
- 1990 - Jazmin Carlin, ex nuotatrice britannica
- 1990 - Ivan Čović, calciatore croato
- 1990 - Kamil Gradek, ciclista su strada polacco
- 1990 - Hong Chul, calciatore sudcoreano
- 1990 - Songezo Jim, ex ciclista su strada sudafricano
- 1990 - Josué Pesqueira, calciatore portoghese
- 1990 - Ronnell Lewis, ex giocatore di football americano statunitense
- 1990 - Mihajlo Mitić, pallavolista serbo
- 1990 - Tim Myers, calciatore neozelandese
- 1990 - Raúl Nava, ex calciatore messicano
- 1990 - Lorenzo Piqué, calciatore olandese
- 1990 - Bradley Randle, giocatore di football americano statunitense
- 1990 - Theo Reinhardt, ex pistard e ex ciclista su strada tedesco
- 1990 - Ornella Santana, cestista argentina
- 1990 - Sean Scannell, calciatore inglese
- 1990 - Marcus Semien, giocatore di baseball statunitense
- 1990 - Nia Sharma, attrice indiana
- 1990 - Giorgi Tekturmanidze, ex calciatore georgiano
- 1990 - Stephan Zwierschitz, calciatore austriaco
- 1991 - Augusto César Lima Brito, cestista brasiliano
- 1991 - Chrisjan Coetzee, canoista sudafricano
- 1991 - Jordan Connor, attore canadese
- 1991 - Ramata Diakité, cestista maliana
- 1991 - Fuquan Edwin, ex cestista statunitense
- 1991 - Əli Gökdəmir, calciatore azero
- 1991 - Angelina Golikova, pattinatrice di velocità su ghiaccio russa
- 1991 - Joonas Henttala, ex ciclista su strada finlandese
- 1991 - Egor Jakovlev, hockeista su ghiaccio russo
- 1991 - Justyna Jegiołka, tennista polacca
- 1991 - Jake Jervis, calciatore inglese
- 1991 - Minako Kotobuki, attrice, doppiatrice e cantante giapponese
- 1991 - Ruslan Kurbanov, schermidore kazako
- 1991 - Ryan Martin, cestista giamaicano
- 1991 - Mena Massoud, attore egiziano
- 1991 - Melanie Moore, ballerina e attrice statunitense
- 1991 - Uche Nwofor, ex calciatore nigeriano
- 1991 - Serge Nyuiadzi, calciatore togolese
- 1991 - Tyson Pedro, ex artista marziale misto australiano
- 1991 - Miguel Quiame, calciatore angolano
- 1991 - Nani Soares, calciatore guineense
- 1991 - Eduardo Valdarnini, attore italiano
- 1991 - Lieke Wevers, ginnasta olandese
- 1991 - Sanne Wevers, ginnasta olandese
- 1992 - Darion Atkins, cestista statunitense
- 1992 - Stefano Baruffaldi, ex sciatore alpino italiano
- 1992 - Khalid Boukichou, cestista marocchino
- 1992 - Laura Bourgouin, calciatrice francese
- 1992 - Philip Doyle, canottiere e hockeista su ghiaccio irlandese
- 1992 - William Guténius, cestista svedese
- 1992 - Elena Jakovišina, ex sciatrice alpina russa
- 1992 - Kemar Lawrence, calciatore giamaicano
- 1992 - Liu Jiayu, snowboarder cinese
- 1992 - Elguja Lobjanidze, calciatore georgiano
- 1992 - Alfonzo McKinnie, cestista statunitense
- 1992 - Haley Peters, cestista statunitense
- 1992 - Lauren Plum, pallavolista statunitense
- 1992 - Danny Ramirez, attore statunitense
- 1992 - José Ramírez, giocatore di baseball dominicano
- 1992 - I Sansoni, comico italiano
- 1992 - Bruno Sepúlveda, calciatore argentino
- 1992 - Ylva Stålnacke, ex sciatrice alpina svedese
- 1992 - Toğrul Əsgərov, lottatore azero
- 1993 - François Affia Ambadiang, cestista camerunese
- 1993 - Sandra Arenas, marciatrice colombiana
- 1993 - Manuel Bihr, calciatore tedesco
- 1993 - Ugo Bonnet, calciatore francese
- 1993 - Sofiane Boufal, calciatore marocchino
- 1993 - Massimo Bruno, calciatore belga
- 1993 - Joe Bryan, calciatore inglese
- 1993 - Harriet Cains, attrice britannica
- 1993 - Jacob Ericsson, calciatore svedese
- 1993 - Sophie Howard, calciatrice tedesca
- 1993 - Todd Kane, calciatore inglese
- 1993 - Alex Lynn, pilota automobilistico britannico
- 1993 - Jacob Pebley, nuotatore statunitense
- 1993 - Josh Pieters, youtuber e comico sudafricano
- 1993 - Barbara Pozzobon, nuotatrice italiana
- 1993 - Harallamb Qaqi, calciatore albanese
- 1993 - Yordy Reyna, calciatore peruviano
- 1993 - Moisés San Nicolás, calciatore andorrano
- 1993 - Cristian Vega, calciatore argentino
- 1993 - Amr Warda, calciatore egiziano
- 1993 - Aleksej Zajcev, bobbista russo
- 1993 - Antonio Čolak, calciatore tedesco
- 1993 - Meliha İsmailoğlu, pallavolista e giocatrice di beach volley bosniaca
- 1994 - Mohammad Anas, velocista indiano
- 1994 - Steven Cook, ex cestista statunitense
- 1994 - Avto Endeladze, calciatore georgiano
- 1994 - Piers Gilliver, schermidore britannico
- 1994 - Matúš Hruška, calciatore slovacco
- 1994 - Boris Kopitović, calciatore montenegrino
- 1994 - Javier Eduardo López, calciatore messicano
- 1994 - Lebohang Maboe, calciatore sudafricano
- 1994 - Gentjana Rochi, calciatrice macedone
- 1994 - Aslı Sümen, attrice, ballerina e modella turca
- 1995 - Tunde Adeniji, calciatore nigeriano
- 1995 - Mohammad Al-Marmour, calciatore siriano
- 1995 - Marija Banusic, calciatrice svedese
- 1995 - Chen Zifan, giocatore di snooker cinese
- 1995 - Babacar Diop, calciatore mauritano
- 1995 - Teenage Hadebe, calciatore zimbabwese
- 1995 - Dominik Hładun, calciatore polacco
- 1995 - Tanner Leissner, cestista statunitense
- 1995 - Liu Qizhen, giavellottista cinese
- 1995 - Patrick Mahomes, giocatore di football americano statunitense
- 1995 - Nam Ji-hyun, attrice sudcoreana
- 1995 - Luis Pavez Muñoz, calciatore cileno
- 1995 - Drew Skundrich, calciatore statunitense
- 1995 - Tengku Hassanal Ibrahim, principe malese
- 1995 - Ty Wood, attore e modello canadese
- 1996 - Berto Cayarga, calciatore spagnolo
- 1996 - Choi Young-jae, cantante e attore sudcoreano
- 1996 - Andrea Fimiani, giocatore di football americano italiano
- 1996 - Justin Holborow, attore australiano
- 1996 - Aleksa Ilić, cestista montenegrino
- 1996 - Didier Lamkel Zé, calciatore camerunese
- 1996 - Igor' Mjalin, tuffatore russo
- 1996 - Esteban Ocon, pilota automobilistico francese
- 1996 - Anton Pliesnoi, sollevatore ucraino
- 1996 - Ella Purnell, attrice e modella britannica
- 1996 - Slayyyter, cantautrice statunitense
- 1996 - Roman Aleksandrovič Vorob’ëv, militare russo († 2023)
- 1996 - Duje Ćaleta-Car, calciatore croato
- 1997 - Donaldo Açka, calciatore albanese
- 1997 - Derrick Alston, cestista statunitense
- 1997 - Ornella Bankolé, cestista francese
- 1997 - Cosmin Bîrnoi, calciatore rumeno
- 1997 - Alohi Gilman, giocatore di football americano statunitense
- 1997 - Luke Greenbank, nuotatore britannico
- 1997 - Guan Xiaotong, attrice e cantante cinese
- 1997 - August Haas, cestista danese
- 1997 - Raphael Haaser, sciatore alpino austriaco
- 1997 - Emma Hinze, pistard tedesca
- 1997 - Ty Johnson, giocatore di football americano statunitense
- 1997 - Dar'ja Kačanova, pattinatrice di velocità su ghiaccio russa
- 1997 - Eduardo Kunde, calciatore brasiliano
- 1997 - Lorenzo Libutti, calciatore italiano
- 1997 - Auston Matthews, hockeista su ghiaccio statunitense
- 1997 - Marko Nikolić, calciatore svedese
- 1997 - Osama Galal, calciatore egiziano
- 1997 - Bendegúz Tóth, lottatore ungherese († 2020)
- 1997 - Chavany Willis, calciatore giamaicano
- 1998 - Luka Adžić, calciatore serbo
- 1998 - Kikas, calciatore portoghese
- 1998 - Nika Babnik, calciatrice slovena
- 1998 - Mohamed Brahimi, calciatore francese
- 1998 - Richie Ennin, calciatore canadese
- 1998 - Merlin Hadzi, calciatore svizzero
- 1998 - Pressley Harvin III, giocatore di football americano statunitense
- 1998 - Jason Lokilo, calciatore belga
- 1998 - Sebastián Lomónaco, calciatore argentino
- 1998 - Lars Olden Larsen, calciatore norvegese
- 1998 - Diego Poggi, giocatore di calcio a 5 paraguaiano
- 1998 - Riccieli, calciatore brasiliano
- 1998 - Dan Sheehan, rugbista a 15 irlandese
- 1998 - Kai Toews, cestista giapponese
- 1998 - Marijn Ververs, cestista olandese
- 1998 - Jaylen Watson, giocatore di football americano statunitense
- 1999 - William Agada, calciatore nigeriano
- 1999 - Luther Archimède, calciatore francese
- 1999 - Udoka Azubuike, cestista nigeriano
- 1999 - Edward Chilufya, calciatore zambiano
- 1999 - Tom Dele-Bashiru, calciatore nigeriano
- 1999 - Arda Erdoğan, cestista turco
- 1999 - Tyson Etienne, cestista statunitense
- 1999 - Jaimee Fourlis, tennista australiana
- 1999 - Steven Gilmore Jr., giocatore di football americano statunitense
- 1999 - Daniel Huttlestone, attore britannico
- 1999 - Mollie Jepsen, sciatrice alpina canadese
- 1999 - Jung Ji-so, attrice sudcoreana
- 1999 - Máté Koch, schermidore ungherese
- 1999 - Geōrgios Nikas, calciatore greco
- 1999 - Karelys Otero, pallavolista portoricana
- 1999 - Daiju Sasaki, calciatore giapponese
- 1999 - Jaouad Syoud, nuotatore algerino
- 1999 - Gleofilo Vlijter, calciatore surinamese
- 1999 - Warley Leandro da Silva, calciatore brasiliano
- 2000 - Aberu Ayana, mezzofondista e maratoneta etiope
- 2000 - Eileen Campbell, calciatrice austriaca
- 2000 - Victor Eriksson, calciatore svedese
- 2000 - Joel Lütolf, sciatore alpino svizzero
- 2000 - Brayan Palmezano, calciatore venezuelano

## XXI secolo(23)
- 2001 - Rami Al Hajj, calciatore libanese
- 2001 - India Amarteifio, attrice britannica
- 2001 - Chanel Camryn, attrice pornografica statunitense
- 2001 - Carmen Corley, tennista statunitense
- 2001 - Elena Gaskell, sciatrice freestyle canadese
- 2001 - Chrīstos Mandas, calciatore greco
- 2001 - Tip Reiman, giocatore di football americano statunitense
- 2001 - Oleksandr Šumbarec', combinatista nordico ucraino
- 2002 - Zinaida Kuprijanovič, cantante, attrice e conduttrice televisiva bielorussa
- 2002 - Èlina Avanesyan, tennista russa
- 2002 - ArrDee, rapper britannico
- 2002 - Jera Kompan, ex sciatrice alpina slovena
- 2002 - Linda Nwakalor, pallavolista italiana
- 2002 - Chau Smith-Wade, giocatore di football americano statunitense
- 2003 - Antoine Azzolin, sciatore alpino francese
- 2003 - Samuel Giovane, calciatore italiano
- 2003 - Marco Nasti, calciatore italiano
- 2003 - Samuel Short, nuotatore australiano
- 2003 - Luca Stephenson, calciatore inglese
- 2004 - Alex Juárez, calciatore argentino
- 2005 - Jakub Lewicki, calciatore polacco
- 2005 - Mihnea Rădulescu, calciatore rumeno
- 2006 - Mats Egbring, calciatore olandese